# Eva Wilms
Eva Wilms, po mężu Rapp (ur. 28 lipca 1952 w Essen) – niemiecka lekkoatletka, która specjalizowała się w pchnięciu kulą i pięcioboju, trzykrotna medalistka halowych mistrzostw Europy. W czasie swojej kariery reprezentowała Republikę Federalną Niemiec.
Zajęła 5. miejsce w pięcioboju na mistrzostwach Europy juniorów w 1970 w Paryżu. Na halowych mistrzostwach Europy w 1974 w Göteborgu zajęła 9. miejsce w pchnięciu kulą, a na halowych mistrzostwach Europy w 1976 w Monachium była w tej konkurencji siódma.
Zajęła 7. miejsce w pchnięciu kulą na igrzyskach olimpijskich w 1976 w Montrealu. Zdobyła brązowy medal w tej konkurencji na halowych mistrzostwach Europy w 1977 w San Sebastián, przegrywając jedynie z Heleną Fibingerovą z Czechosłowacji i Iloną Slupianek z Niemieckiej Republiki Demokratycznej.
14 maja 1977 w Getyndze ustanowiła rekord świata w pięcioboju wynikiem 4765 pkt. Poprawiła ten rekord 18 czerwca tego roku w Bernhausen rezultatem 4823 pkt. Przetrwał on do 18 września tergo roku, kiedy to poprawiła go Nadieżda Tkaczenko. Eva Wilms została wybrana najlepszą sportsmenką RFN w 1977.
Ponownie zdobyła brązowy medal w pchnięciu kulą na halowych mistrzostwach Europy w 1978 w Mediolanie, ulegając Fibingerovej i Margitcie Droese z NRD. Zajęła 5. miejsce w tej konkurencji na mistrzostwach Europy w 1978 w Pradze.
Na halowych mistrzostwach Europy w 1980 w Sindelfingen wywalczyła srebrny medal w pchnięciu kulą, za Fibingerovą, a przed swą koleżanką z reprezentacji RFN Beatrix Philipp.
Była mistrzynią RFN w pchnięciu kulą w latach 1974–1981, a w 1973 zdobyła w tej konkurencji brązowy medal. W pięcioboju była mistrzynią w 1976 i 1977 oraz wicemistrzynią w 1974 i 1979. Była również wicemistrzynią RFN w rzucie dyskiem w latach 1976–1978 i 1980 oraz brązową medalistką w tej konkurencji w 1979. W hali była mistrzynią RFN w pchnięciu kula w latach 1974–1980 i w pięcioboju w 1975.
Oprócz rekordów w pięcioboju Eva Wilms 13 razy poprawiała rekord RFN w pchnięciu kulą, od wyniku 17,53 m uzyskanego 5 maja 1975 w Neubing do rezultatu 21,43 m osiągniętego 17 czerwca 1977 w Monachium. Rekord ten został poprawiony dopiero w 1987 przez Claudię Losch.